# پزو فیلیپین
پزو فیلیپین (به انگلیسی: Philippine peso) (به زبان بومی: Piso ng Pilipinas) با کد ایزوی PHP، یکای پول رایج در کشور فیلیپین است. مسولیت کنترل این یکای پول برعهدهٔ بانک مرکزی فیلیپین قرار دارد.